# OCA-DLR Asteroid Survey
| Aardscheerders ontdekt door O.D.A.S.                                               |
| ---------------------------------------------------------------------------------- |
| - (1997) NJ6 - (1997) XV11 (herontdekking) - (1998) EP8 - (1998) SJ2 - (1998) VD31 |

OCA-DLR Asteroid Survey (ODAS) was een Europees astronomisch project dat tussen 1996 en 1999 planetoïden en kometen probeerde te ontdekken. Het betrof een samenwerking tussen de Franse Observatoire de la Côte d'Azur (OCA) en het Duitse Deutsches Zentrum für Luft- und Raumfahrt (DLR). Ze werkten verder samen met een reeds lopend project dat onderzoek deed naar aardscheerders, de Working Group on Near-Earth Objects, een onderdeel van de International Astronomical Union.
Het project begon in oktober 1996 en werkte vanuit Nice. Observaties werden gedaan gedurende 15 dagen per maand, de dagen met het minste maanlicht. Men had de beschikking over een 90cm Schmidt telescoop. De observaties stopten in april 1999 toen de telescoop onderhoud kreeg. Sindsdien is de telescoop niet opnieuw in gebruik genomen.  
Het project heeft in totaal 708 nieuwe planetoïden ontdekt en een komeet. Hieronder waren vijf aardscheerders en 8 Marskruisend.